# Michael Ahey
Michael Kofi Ahey (ur. 22 listopada 1939 w Anlodze) – ghański lekkoatleta, skoczek w dal i  sprinter, mistrz igrzysk Imperium Brytyjskiego i Wspólnoty Brytyjskiej w 1962, trzykrotny olimpijczyk.
Zwyciężył w skoku w dal (wyprzedzając Dave’a Norrisa z Nowej Zelandii i Wellesleya Claytona z Jamajki), zdobył srebrny medal w sztafecie 4 × 110 jardów (w składzie: Bonner Mends, Bukari Bashiru, Michael Okantey i Ahey) i odpadł w półfinale biegu na 100 jardów na igrzyskach Imperium Brytyjskiego i Wspólnoty Brytyjskiej w 1962 w Perth. Na igrzyskach olimpijskich w 1964 w Tokio zajął 7. miejsce w skoku w dal, a także odpadł w ćwierćfinale biegu na 100 metrów i półfinale sztafety 4 × 100 metrów. Na kolejnych igrzyskach olimpijskich w 1968 w Meksyku zajął 13. miejsce w skoku w dal, odpadł w ćwierćfinale biegu na 100 metrów i półfinale sztafety 4 × 100 metrów.
Zdobył brązowy medal w sztafecie 4 × 100 metrów (w składzie: Ahey, James Addy, Edward Owusu i George Daniels) oraz zajął 4. miejsce w skoku w dal na igrzyskach Brytyjskiej Wspólnoty Narodów w 1970 w Edynburgu. Odpadł w kwalifikacjach skoku w dal na igrzyskach olimpijskich w 1972 w Monachium.
Jest medalistą igrzysk afrykańskich, w 1965 roku wywalczył brązowy medal w konkurencji biegu sztafet 4 × 100 m.
Rekordy życiowe Aheya:
- bieg na 100 metrów – 10,2 s (4 września 1964, Kumasi)
- skok w dal – 7,97 m (6 maja 1972, Ibadan)